# Aleksandra Michajlovna Kollontaj
Aleksandra Michajlovna Kollontaj, in russo Александра Михайловна Коллонтай?, nata Domontovič, Домонто́вич (San Pietroburgo, 31 marzo 1872 – Mosca, 9 marzo 1952), è stata una rivoluzionaria russa di orientamento marxista e femminista, la prima donna nella storia ad aver ricoperto l'incarico di ministra e ad aver figurato, come funzionaria di carriera e come ambasciatrice, nella diplomazia dei grandi paesi europei. Secondo lo storico del pensiero socialista G.D.H. Cole, ella fu, insieme a Marija Spiridonova, l'unica figura femminile davvero di spicco della rivoluzione russa..

## Biografia

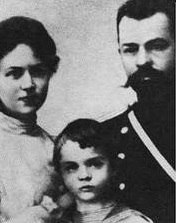
Con il marito e il figlio Michail

### Giovinezza e formazione
Aleksandra era figlia del generale Michail Alekseevič Domontovič (1830-1902), nobile proprietario terriero di origine ucraina, che aveva partecipato alla guerra russo-turca del 1877 ed era stato governatore di Tarnovo. Sua madre, Aleksandra Aleksandrovna Masalina (1848-1899) – Mravinskaja in forza del primo matrimonio – una finlandese di origine contadina, il cui padre aveva fatto fortuna con il commercio del legname, aveva sposato il generale Domontovič in seconde nozze, già madre di due figlie, la minore delle quali, Evgenija Konstantinovna Mravinskaja (1864-1914), destinata a diventare una cantante lirica di successo con il nome d'arte di Evgenia Mravina, e di un maschio, Aleksandr Konstantinovič, padre del noto direttore d'orchestra Evgenij Aleksandrovič Mravinskij, futuro direttore principale per cinquanta anni dell'Orchestra filarmonica di Leningrado (ora di San Pietroburgo).
Poiché i genitori temevano che in una scuola pubblica avrebbe potuto frequentare cattive compagnie, Aleksandra studiò privatamente con un'istitutrice, Marija Strachova, per altro legata segretamente ai circoli rivoluzionari, e si diplomò a sedici anni. Avrebbe voluto seguire all'Università i corsi tenuti dallo storico Konstantin Nikolaevič Bestužev-Rjumin (1829-1897), ma i genitori le imposero ancora lezioni private di storia e letteratura sotto la direzione di Viktor Petrovič Ostrogorskij (1840-1902), un noto storico della letteratura russa.
La sua terza sorellastra Adèle aveva accettato un matrimonio di convenienza – fra l'altro stipulato, per così dire, «in famiglia» – sposando a diciannove anni un altro dei Domontovič, il ricco e sessantenne Konstantin Alekseevič, fratello di Michail e quindi cognato di sua madre e zio di Aleksandra. Quest'ultima invece, rifiutando matrimoni di convenienza e anche volendo sottrarsi alla tutela dei genitori, sposò nel 1893 per amore un cugino, l'ingegnere Vladimir Ludvigovič Kollontaj (1867-1917), non visto di buon occhio dalla madre, dal quale ebbe il figlio Michail, ma da cui si separò di fatto dopo tre anni. Aveva già opinioni politiche che inclinavano verso il populismo rivoluzionario, non condivise dal marito, e considerava soffocante una vita esclusiva di moglie e di madre. Entrò a far parte di una società per la diffusione della cultura, attraverso la quale poté stabilire dei contatti con ambienti operai e con i detenuti politici della fortezza di Šlissel'burg. L'assidua frequentazione del quartiere operaio di Narva, il lungo sciopero dei tessili nel 1896, la conoscenza di Elena Stasova e la lettura delle riviste marxiste legali «Načalo» (L'Inizio) e «Novoe Slovo» (La Parola nuova) favorirono il suo avvicinamento alla socialdemocrazia.
Nel 1898 scrisse per la rivista «Obrazovanije» (Educazione) il saggio Le basi dell'educazione secondo Dobroljubov e in agosto si trasferì a Zurigo per seguire all'Università i corsi di economia del professor Heinrich Herkner (1863-1932), del quale aveva conosciuto e apprezzato il libro Die Arbeiterfrage (La questione operaia), pubblicato nel 1894. Durante la sua permanenza a Zurigo apparve il libro di Eduard Bernstein I presupposti del socialismo e i compiti della socialdemocrazia, il primo tentativo di revisione del marxismo che fu ben accolto da Herkner, mentre Kollontaj si sentiva sempre più una marxista ortodossa e trovò nello scritto di Rosa Luxemburg Riforma o rivoluzione la confutazione delle opinioni «opportuniste» di Bernstein.

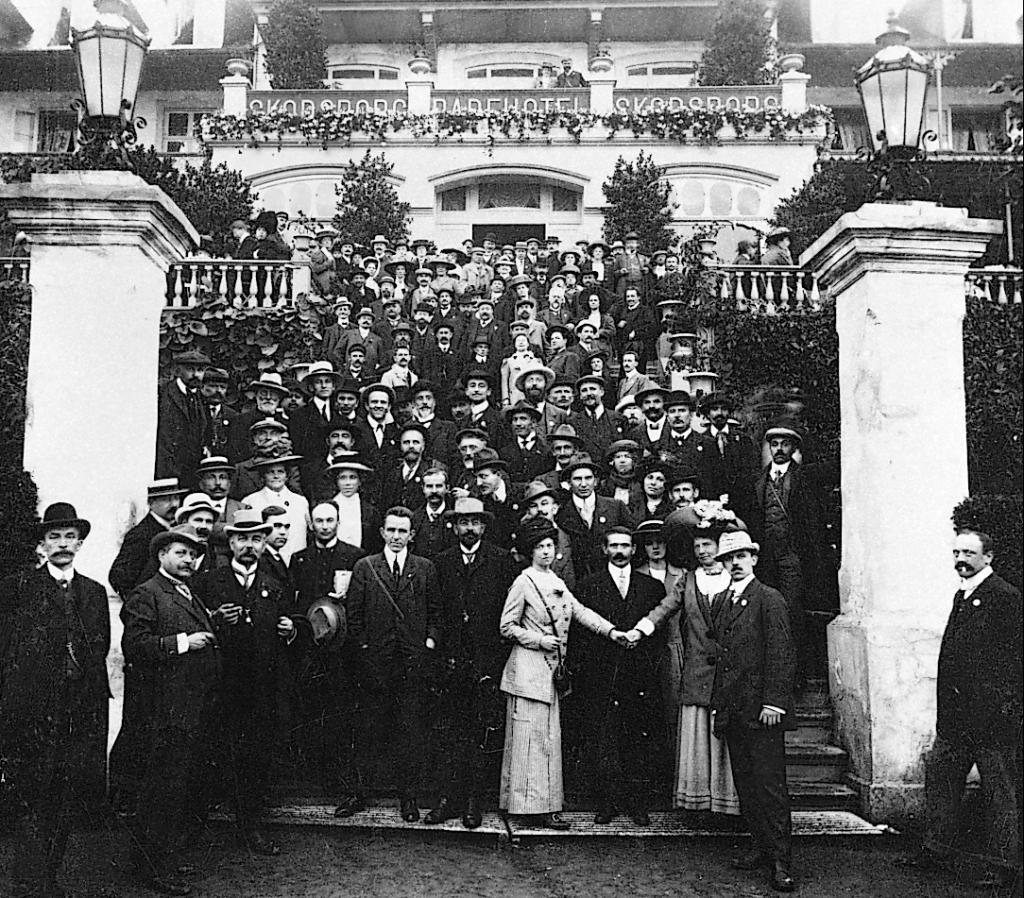
Copenaghen, 1910, VIII congresso dell'Internazionale socialista: al centro la Kollontaj con Clara Zetkin

Il suo professore le consigliò allora di recarsi in Inghilterra per studiare da vicino il movimento operaio inglese, così da trovare - sosteneva Herkner - le ragioni che legittimavano il revisionismo. Raccomandata ai coniugi Sydney e Beatrice Webb, dai colloqui che ebbe con loro e dall'osservazione dell'operato dei laburisti, Aleksandra Kollontaj si persuase del contrario e con tale convinzione lasciò il Regno Unito per tornare in Russia, decisa a impegnarsi attivamente nel movimento socialdemocratico del suo paese. In Russia si oppose ai «marxisti legali» come Pëtr Berngardovič Struve e Michail Ivanovič Tugan-Baranovskij (1865-1919), e pubblicò, sulla rivista «Naučnoe Obozrenie» (Rassegna scientifica), articoli contro il revisionismo bernsteiniano che le furono censurati.

### La prima fase dell'attività politica
Entrò nel Partito Operaio Socialdemocratico Russo nel 1898. In questo periodo s'interessò particolarmente alla situazione sociale della Finlandia, provincia parzialmente autonoma dell'Impero russo, scrivendo dal 1900 articoli pubblicati sulla «Naučnoe Obozrenie», sulla «Obrazovanije» (Educazione) e sulla «Russkoe bogatstvo» (La ricchezza russa), che furono raccolti nel 1903 a formare il libro La situazione della classe operaia in Finlandia. Nel 1901 e nel 1903 andò nuovamente all'estero e conobbe Kautsky, Plechanov, Lafargue e Rosa Luxemburg. Partecipò a Londra al secondo congresso del POSDR, nel quale emersero i primi conflitti tra bolscevichi e menscevichi, e mantenne una posizione di equidistanza.
Quando tornò in Russia nel 1903, i suoi genitori erano morti e lei si separò definitivamente dal marito. Il 22 gennaio 1905 - «era un giorno straordinariamente pieno di sole», ricordò - assistette nelle strade di Pietroburgo al massacro dei manifestanti che erano andati a presentare una petizione allo zar. In quell'anno partecipò all'attività clandestina di stampa e propaganda tra i bolscevichi, dai quali si separò nel 1906 non condividendo il loro boicottaggio delle elezioni della I Duma di Stato, e si unì alla frazione menscevica, della quale farà parte fino al 1915. In settembre partecipò a Mannheim alla IV Conferenza femminile della SPD e nel 1907, a Stoccarda, alla Conferenza femminile dell'Internazionale socialista, sostenendo con Clara Zetkin il diritto al voto delle donne.
Per la sua attività di agitazione tra gli operai tessili e per aver scritto La Finlandia e il socialismo, un appello all'insurrezione degli operai finlandesi, fu costretta a entrare in clandestinità. Partecipò egualmente nel dicembre del 1908 al primo congresso femminile pan-russo organizzando un gruppo di lavoratrici con un proprio programma che si distingueva, per i suoi contenuti classisti, dal suffragismo borghese del movimento femminile europeo. Prima della chiusura del congresso, avvertita che la polizia era sulle sue tracce, dovette fuggire dalla Russia.
In Germania s'iscrisse al Partito Socialdemocratico di Germania. Nel 1909 pubblicò Le basi sociali della questione femminile, «una disputa polemica con le suffragette borghesi» - scrisse - e insieme una sollecitazione rivolta alla socialdemocrazia russa a costruire «un valido movimento di donne lavoratrici in Russia». Nel 1910 partecipò all'ottavo congresso della Seconda Internazionale tenuto a Copenaghen, nel corso del quale fu proposta l'istituzione della giornata internazionale della donna. Partecipò anche al congresso del 1912 a Basilea, dove elaborò un piano di assistenza alla maternità che fu in parte adottato in Russia nel 1918. Nel 1913, a Londra, scrisse Società e maternità.
Durante questo periodo, tenne contatti con i partiti socialisti europei, spostandosi in quasi tutti i paesi d'Europa - fu anche in Italia - e, allo scoppio della prima guerra mondiale fu arrestata in Germania per propaganda anti-militarista ed espulsa. Trasferitasi in Danimarca e poi in Svezia, fu nuovamente arrestata e dovette risiedere in Norvegia. Nel 1915 prese parte alla Conferenza di Zimmerwald, sostenendo la necessità di boicottare la guerra, secondo la tesi della corrente bolscevica alla quale aderì, e scrisse l'opuscolo A chi è necessaria la guerra? Dalla fine del 1915 si recò per due volte negli Stati Uniti, tenendo conferenze e dibattiti contro il conflitto mondiale e riunendosi in tal modo anche al figlio Michail per il quale, così come per altri studenti russi, aveva evitato la coscrizione obbligatoria ottenendone l'invio in America per lavorare alle forniture materiali alla Russia.
Intanto fin dal 1911, troncando bruscamente una lunga relazione con il compagno di frazione e scienziato agronomo (fra l'altro già sposato), Pëtr Pavlovič Maslov (1867-1946), la Kollontaj si era legata sentimentalmente ad Aleksandr Gavrilovič Šljapnikov. La coppia appariva decisamente tutt'altro che convenzionale: lei era un'intellettuale menscevica, di nobili ascendenze, di tredici anni più anziana dell'amante, lui un operaio metalmeccanico di umili origini, autodidatta, esponente di qualche rilievo della frazione bolscevica. Il rapporto, che si concluse nel 1916 e probabilmente contribuì, anche se in modo non determinante, a maturare l'adesione della Kollontaj al bolscevismo, si trasformò in seguito in un'amicizia di lunga durata e in una generale consonanza di ideali politici che perdurò fino agli anni Trenta quando la Kollontaj, divenuta nonna, si trovava in sostanziale esilio all'estero, e Šljapnikov, diventato più volte padre, si avviava a finire giustiziato nel quadro delle purghe staliniane.

### La rivoluzione
Nel marzo del 1917, dopo lo scoppio della rivoluzione contro lo zarismo, tornò in Russia e fu la prima donna ad essere eletta al Comitato esecutivo del Soviet di Pietrogrado. All'atto del ritorno in Russia di Lenin, fu tra i pochissimi dirigenti bolscevichi ad approvarne incondizionatamente le nuove radicali proposte passate alla storia con il nome di Tesi di Aprile, le quali propugnavano l'immediata fine della guerra, la netta opposizione al Governo provvisorio e il trasferimento dei poteri politici ai Soviet. In via generale, peraltro, Lenin era piuttosto insofferente delle idee libertarie della Kollontaj in campo sessuale, le quali erano fautrici del libero amore, nella convinzione che il matrimonio tradizionale, in una società repressiva e fondata sulla ineguaglianza tra i sessi, fosse un'ulteriore produzione di sfruttamento della donna, e sostenevano altresì che la liberazione sessuale era una premessa necessaria alla realizzazione di una libera società socialista.

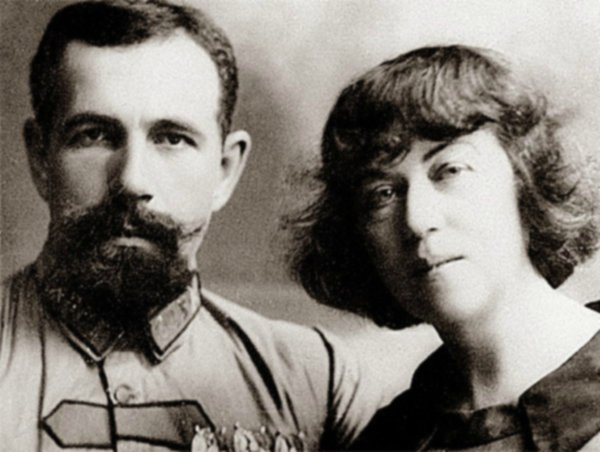
Pavel Dybenko e Aleksandra Kollontaj

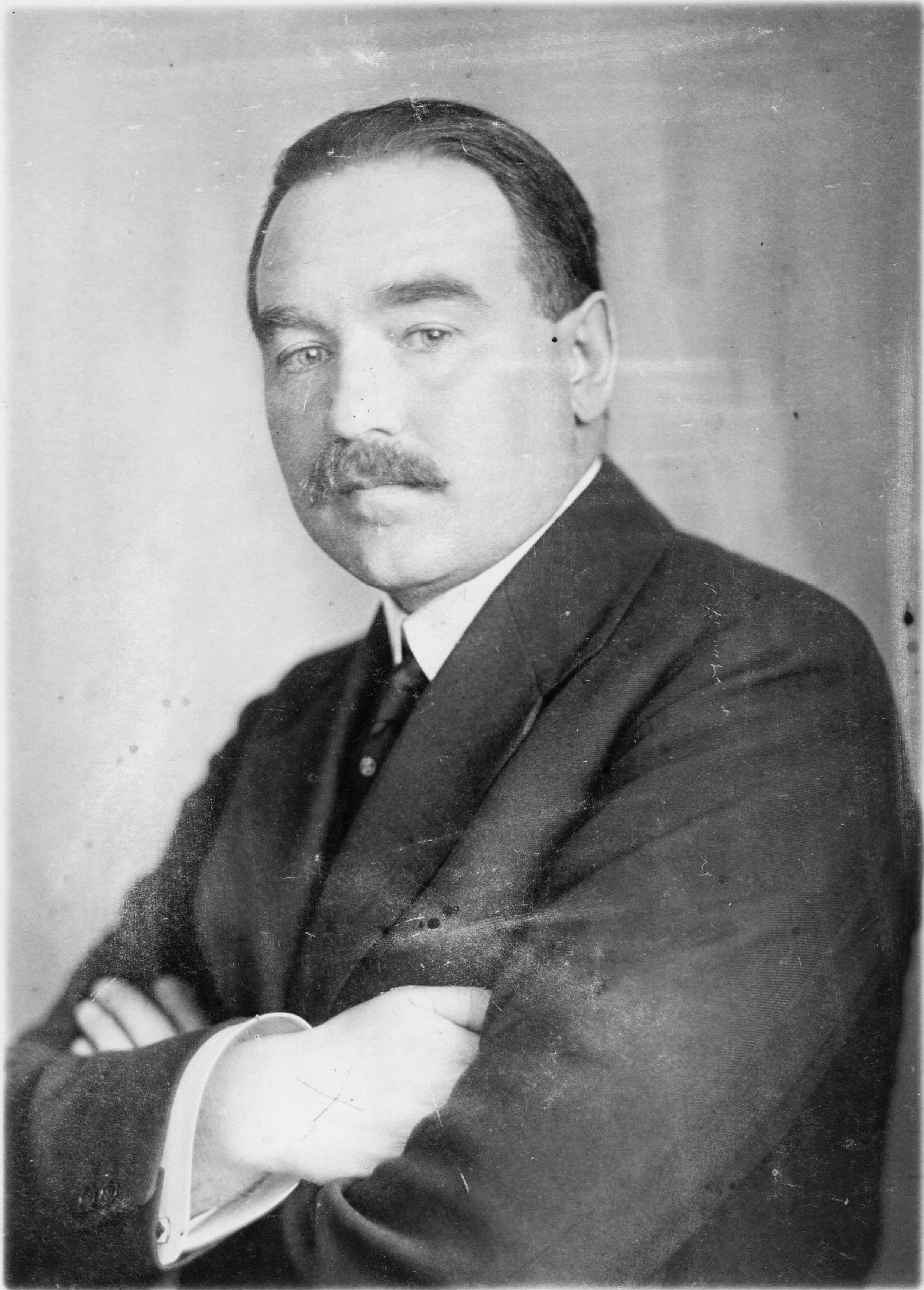
Aleksandr Šljapnikov, compagno di lotta e, per qualche tempo, anche di vita, della Kollontaj

In luglio fu tra i bolscevichi arrestati per ordine di Kerenskij e il partito la elesse membro del Comitato centrale, incaricandola della revisione del programma, e candidandola all'Assemblea costituente. Nella riunione segreta del Comitato Centrale in cui fu decisa la sollevazione contro il Governo Provvisorio, si espresse a favore e fu quindi nominata, il 28 ottobre, dopo la vittoria della Rivoluzione, «commissaria del popolo» (cioè ministra) per l'assistenza sociale, prima donna al mondo ad essere membro di un governo. Nel breve periodo del suo incarico, decretò la distribuzione ai contadini delle terre appartenenti ai monasteri, l'istituzione degli asili nido statali e l'assistenza di maternità.
Nelle animate vicende del 1917 si era nel frattempo legata con un nuovo amore, un sottufficiale di marina ucraino conosciuto durante l'attività di agitazione tra la flotta del Baltico, Pavel Efimovič Dybenko, che, rispetto al compassato Šljapnikov, sembrava una vera forza della natura: era ancora più giovane (tra lui e la Kollontaj correvano ben diciassette anni), molto aitante, di famiglia contadina, capace di veementi esplosioni oratorie quando arringava i suoi compagni della flotta. Il rapporto di fatto tra i due diede la stura ai pettegolezzi strapaesani della dirigenza bolscevica, e alla fine, verso la metà del gennaio 1918 la Kollontaj acconsentì a sposare in seconde nozze il giovane, anche per mettere finalmente a tacere le chiacchiere, e nonostante l'opposizione della sua migliore amica, Zoja Šadurskaja, e del figlio Miša, che avrebbero voluto conservasse la sua piena libertà. Mantenne comunque sempre il cognome del suo primo matrimonio.
Aleksandra Kollontaj entrò però ben presto in contrasto con la politica del governo bolscevico, aderendo alla corrente dei «comunisti di sinistra» che si opponevano alla firma del trattato di Brest-Litovsk, dimettendosi dalla carica di commissaria del popolo e dichiarando al settimo congresso del partito, nel marzo del 1918: «Se la nostra repubblica sovietica deve perire, altri ne porteranno avanti la bandiera». Tale posizione estrema le costò il posto in comitato centrale. Ciò non le impedì comunque di essere, nello stesso anno, tra le organizzatrici del primo congresso delle donne lavoratrici russe dal quale nacque il Ženotdel, organismo per la promozione della partecipazione delle donne alla vita pubblica, per le iniziative sociali e la lotta all'analfabetismo. Grazie anche alla sua iniziativa, le donne ottennero il diritto di voto e di essere elette, il diritto all'istruzione e a un salario eguale a quello degli uomini. Venne anche introdotto il divorzio e, nel 1920, il diritto all'aborto, abolito nel 1936 da Stalin e reintrodotto dopo la sua morte, nel 1955.
Dal punto di vista politico, la Kollontaj divenne sempre più critica nei confronti delle scelte del Partito Comunista e, con un articolo pubblicato sulla «Pravda» il 28 gennaio 1921, si schierò con l'Opposizione operaia (Rabočaja opposicija), una corrente di sinistra che affondava le radici nel mondo dei sindacati e che era diretta dal suo ex-compagno Šljapnikov e da Sergej Pavlovič Medvedev (1885-1937), entrambi di estrazione operaia. Il 25 gennaio 1921 la stessa «Pravda» aveva appena pubblicato, dopo più di un mese di rinvii, la piattaforma della corrente per l'imminente decimo congresso del partito, nella quale si propugnava il controllo da parte degli operai sindacalizzati sulle fabbriche e sull'economia in generale.
Nell'imminenza dell'apertura del congresso, su richiesta pressante di Šljapnikov, la Kollontaj scrisse un opuscolo dal titolo L'opposizione operaia, che doveva essere riservato alla distribuzione tra i delegati e che è rimasto il suo lavoro più famoso. In esso la rivoluzionaria riprendeva in gran parte le riforme propugnate dalla corrente, ma poneva un'enfasi  maggiore sulla denuncia delle influenze borghesi e burocratiche sulle istituzioni sovietiche e sullo stesso partito. Il linguaggio e il tono usati, poi, facevano emergere una critica molto più aspra nei confronti della dirigenza bolscevica, e ciò fece andare Lenin su tutte le furie. Quando ebbe per le mani l'opuscolo, si limitò a dargli una sfogliata, e subito accusò la Kollontaj di aver scritto «la piattaforma di un nuovo partito», la minacciò di portarla davanti al tribunale dell'Internazionale Comunista e le rivolse parole durissime che furono udite da molti delegati: «Per questo voi dovreste non solo essere espulsa, ma addirittura fucilata».
Il seguito della corrente nel congresso rimase comunque abbastanza esiguo e si rivelò calante nel corso dei lavori, durante i quali Lenin non esitò neppure a solleticare la pruderie degli astanti con allusioni ai trascorsi amorosi della coppia Kollontaj-Šljapnikov. L'ultimo giorno vennero approvate, tra le altre, due mozioni segrete: una, chiaramente mirata sull'Opposizione operaia, condannava le deviazioni anarco-sindacaliste all'interno del partito; l'altra, sic et simpliciter, metteva al bando tutte le correnti. L'Opposizione operaia si trovò così sciolta d'autorità, e la Kollontaj praticamente emarginata.
Purtuttavia, nonostante alcune incomprensioni createsi nel frattempo con i maggiori esponenti della disciolta corrente e il risentimento della rivoluzionaria per aver essi disconosciuto il contenuto del suo pamphlet, al terzo congresso dell'Internazionale comunista (Comintern), il 5 luglio 1921, la Kollontaj levò di nuovo la sua voce per loro conto, attaccando pesantemente la Nuova politica economica (NEP) proposta dalla maggioranza del partito russo, da lei indicata come via per il ripristino del capitalismo e come fonte di demoralizzazione della classe operaia e di galvanizzazione della piccola borghesia e dei contadini.
Il suo ultimo atto politico di rilievo come oppositrice fu probabilmente la sottoscrizione, insieme all'amica Šadurskaja, della cosiddetta "lettera dei 22", con la quale altrettanti ex esponenti della corrente disciolta e altri sindacalisti comunisti di estrazione operaia si appellavano all'Internazionale Comunista (Comintern) contro le pratiche antidemocratiche in vigore nel partito russo. Quando «la Kollontaj tentò di prendere la parola alla conferenza del Comitato esecutivo del Comintern il 26 febbraio 1922 in favore delle tesi espresse nella lettera», Trockij e Zinov'ev fecero cancellare il suo nome dalla lista degli oratori insistendo perché non prendesse la parola, e, di fronte alla sua riluttanza, «Trockij le proibì di parlare e produsse un'ingiunzione formale del Comitato Centrale che intimava a tutti i componenti della delegazione russa di "obbedire alle direttive del partito"». Com'era facilmente prevedibile, l'appello dei 22 non ebbe alcun esito positivo. All'undicesimo congresso del partito (marzo-aprile 1922) Kollontaj, Šljapnikov e Medvedev furono accusati di aver persistito nell'attività frazionistica e una commissione, composta niente meno che da Stalin, Zinov'ev e Dzeržinskij, raccomandò la loro espulsione dal partito. Nel discorso di autodifesa che tenne davanti al congresso, la Kollontaj mise in rilievo la sua lealtà nei confronti del partito e la sua convinzione profonda che alla classe operaia devesse essere riconosciuto un ruolo guida fondamentale, affermò di aver pienamente rispettato il bando delle fazioni interne approvato dal precedente congresso, e concluse con queste parole: «Se per tutto ciò non c'è più alcun spazio nel nostro partito, allora espelletemi pure. Ma, anche fuori dalle file del partito, io vivrò, lavorerò e lotterò sempre per il partito comunista». Alla fine, dopo un lungo dibattito a porte chiuse, fu approvata una risoluzione che consentiva ai tre di restare a meno, però, di successive recidive della loro indisciplina.

### La carriera diplomatica

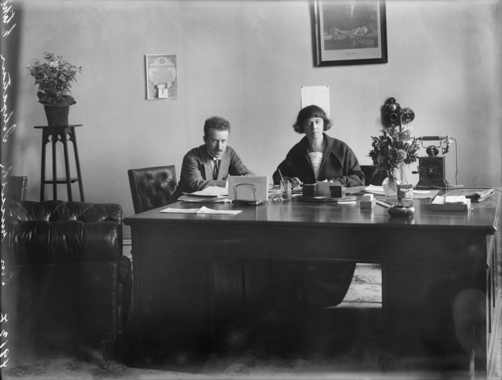
Aleksandra Kollontaj e Marcel Body nella rappresentanza commerciale sovietica a Oslo (1923)

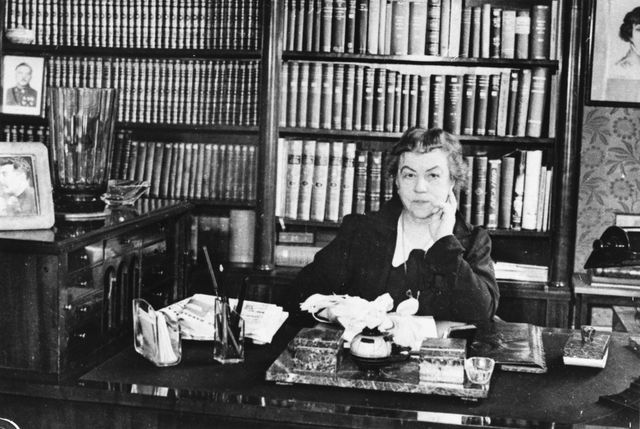
La Kollontaj al lavoro nella legazione sovietica a Stoccolma

Dopo la fine dell'undicesimo congresso la Kollontaj si ritrovò del tutto emarginata sul piano politico e in pratica letteralmente disoccupata, non ricoprendo più incarichi di partito. La prospettiva di finire esclusa dalla «comunità rivoluzionaria degli eletti» la faceva sentire immersa in un vero e proprio «incubo», ed arrivò forse persino a temere di poter essere arrestata. Lo scrittore ed ex dirigente comunista italiano, Ignazio Silone, riferì in seguito che, nel 1922, salutandolo alla partenza da Mosca, la Kollontaj lo aveva ironicamente ammonito a non credere ad eventuali notizie di stampa su un suo arresto per furto di argenteria al Cremlino. Una notizia del genere, aveva scherzato (forse non troppo) la rivoluzionaria, «vorrà dire semplicemente che su qualche problemino della politica agricola o industriale non sarò stata pienamente d'accordo con [Lenin].»
La Kollontaj era ulteriormente destabilizzata, sul piano emotivo, dal fatto di stare affrontando laboriose e penose procedure di divorzio dal secondo marito Pavel Dybenko, cosa che le faceva desiderare di cambiare aria. Fu così che, nella seconda metà dello stesso 1922, la Kollontaj decise di armarsi di penna e calamaio e scrivere una "lettera personale" niente meno che a Iosif Stalin, neoincaricato segretario generale del comitato centrale e suo recente ostile inquisitore: nello scritto lo metteva a parte delle sue recenti difficoltà umane e politiche e chiedeva di essere inviata in missione fuori dal paese. Stalin esaudì la sua richiesta e, a partire dall'ottobre del 1922, cominciarono quindi ad esserle affidati incarichi diplomatici all'estero, che la misero però nella condizione pratica di non poter più esercitare alcun ruolo politico in URSS. Sperò che si trattasse di una fase transitoria della sua vita e che sarebbe presto tornata al suo lavoro politico nello Żenotdel, ma alla fine dovette rendersi conto che si trattava in effetti di una sorta di esilio di fatto. Dopo che il Canada le ebbe rifiutato il gradimento nel mese di settembre, fu quindi nominata consigliera presso la rappresentanza commerciale sovietica a Oslo di cui divenne ben presto responsabile: quando nel febbraio del 1924 la Norvegia riconobbe ufficialmente il governo sovietico e la rappresentanza di quest'ultimo fu trasformata in una vera e propria legazione, la Kollontaj fu promossa prima al rango di "chargée d'affaires", poi, nel mese di agosto, a quello di ministra plenipotenziaria.
In tale rango rappresentò l'Unione Sovietica in Norvegia fino al 1926 e poi dal 1927 al 1930, nonché nell'intervallo, tra il 1926 e il 1927, in Messico. I governi di entrambi i paesi le conferirono in seguito alte onorificenze: l'Ordine di Sant'Olav la Norvegia, l'Ordine dell'Aquila Azteca il Messico. Dal 1930 al 1945 passò quindi a rappresentare il suo paese in Svezia, inizialmente ancora con il rango di ministra plenipotenziaria e poi, finalmente, dal 1943, con quello di ambasciatrice. Fu una delle sole diciassette donne che parteciparono come delegate all'Assemblea generale della Società delle Nazioni nell'arco dei circa vent'anni di vita dell'organizzazione.
In Unione Sovietica fu insignita dell'Ordine di Lenin nel 1933 e dell'Ordine della Bandiera rossa del lavoro nel 1942 e nel 1945, anno in cui andò in pensione per motivi di salute, stabilendosi a Mosca. Nel 1946 e 1947 fu proposta da ambienti politici scandinavi (comprensivi anche del presidente finlandese ed ex ambasciatore a Mosca, Juho Kusti Paasikivi) per il conferimento del Premio Nobel per la pace "in virtù dei suoi sforzi diplomatici per por fine alla guerra e alle ostilità tra Unione Sovietica e Finlandia durante i negoziati degli anni 1940-1944".
La Kollontaj viene ordinariamente accreditata dalla pubblicistica come prima donna al mondo ad aver ricoperto l'incarico di ambasciatrice. L'attribuzione può essere considerata corretta purché si faccia riferimento al rango formale – che la Kollontaj rivestì, come detto, per meno di due anni al termine della carriera – giacché in effetti almeno un paio di altre figure femminili avevano ricoperto, prima di lei, incarichi di tipo diplomatico per due delle effimere repubbliche nate alla fine della prima guerra mondiale, seppur non nel quadro di una vera e propria carriera prolungatasi nel tempo quale quella poi seguita dalla rivoluzionaria russa, mentre un'altra figura, la bulgara Nadežda Stančova (1894-1957), era stata nominata, nel 1921, "prima segretaria" (e quindi seconda in grado) della legazione del suo paese negli Stati Uniti d'America, peraltro abbandonando poi prestissimo anch'ella il servizio diplomatico.

### Le ultime vicende politiche e la morte
(Alessandra Kollontaj, nota di diario manoscritta, 25 marzo 1938)
La Kollontaj si era allontanata dall'opposizione nel 1922, in concomitanza con l'inizio della sua carriera diplomatica e dopo aver seriamente rischiato l'espulsione dal partito. Spedita in sostanziale esilio per oltre vent'anni, rinunciò da allora a lottare ulteriormente, adeguandosi al nuovo clima, circostanza resa più favorevole dalla sua lontananza dall'Unione Sovietica. Nel 1927, rientrata dal Messico a Mosca dove era in preparazione il quindicesimo congresso del PCUS, sembrò inizialmente dar segno di una certa qual equidistanza tra Stalin e l'Opposizione Unificata di Trockij, Zinov'ev e Kamenev, meritandosi comunque la taccia di "carrierista" da parte di un sarcastico Šljapnikov Quando però si accorse che i suoi trascorsi negli anni successivi alla rivoluzione tendevano ad accreditarla ancora come oppositrice, decise di rompere gli indugi e il 30 ottobre 1927 fece pubblicare sulla «Pravda» un articolo intitolato L'opposizione e la base del partito, con cui si schierava definitivamente dalla parte degli stalinisti sulla base di quello storicismo assoluto che le servirà poi per farsi oggettivamente ragione dei crimini del regime: le masse erano impegnate in questioni di tutt'altra levatura, connesse con la costruzione di un mondo nuovo, e avevano abbandonato l'opposizione, non credevano in essa, irridevano le sue proposte. E a questa non restava dunque che prenderne atto. «È mai possibile - aggiungeva con un malcelato senso di rivincita, - che l'opposizione creda che la memoria delle masse sia così corta? Se essa ha riscontrato insufficienze nel partito e nella linea politica, chi le ha instaurate e costruite, se non i famosi esponenti dell'opposizione stessa? Pare che la politica del partito e la struttura dell'apparato non vadano più bene solo dal giorno in cui un gruppo di oppositori decide di rompere con il partito.»
Una suggestiva testimonianza sull'atteggiamento generale della Kollontaj nel periodo dell'affermazione dello stalinismo è contenuta nelle parole attribuitele dal suo vecchio conoscente, collega e compagno di lotta Marcel Body (1894-1984) in un articolo commemorativo della morte della rivoluzionaria. Secondo Body, la Kollontaj riassumeva confidenzialmente così, nel 1929, la sua posizione di fronte alla terribile piega che le vicende rivoluzionarie russe erano andate prendendo: "Al di fuori di una mezza dozzina di compagni, non conosco più nessuno a Mosca. Tutto è così cambiato. Ma che ci posso fare? Non si può andare contro l'«apparato». Da parte mia, ho messo in un cantone della coscienza i miei principi e faccio come meglio posso la politica che mi dettano dall'alto". Tre anni prima, nel 1926, richiesta di scrivere la propria autobiografia per la collana "Donne Celebri d'Europa" dell'editrice Helga Kern di Monaco, aveva ritenuto di dover sottoporre la sua prima redazione dello scritto ad un radicale intervento di autocensura, sopprimendo praticamente tutti i riferimenti a tematiche pericolose, i cenni alle sue passate posizioni critiche e anche gli accenti di carattere più personale che potessero essere interpretati come forme di autocelebrazione o anche solo di individualismo. Chiedendo all'editrice di provvedere alle modifiche, la Kollontaj si scusava con evidente imbarazzo, assumendo a proprio carico le spese necessarie e ripetendo per ben due volte che, nella situazione data, non era proprio possibile «fare diversamente».

Il livello della sua pubblica finale adesione, spontanea o meno che fosse, alle nuove idee imperanti nel regime staliniano, può essere testimoniato dall'apertura di un articolo da lei scritto per una rivista russa nel 1946, dal titolo La donna sovietica - cittadina piena ed eguale del suo paese, certamente non proprio in linea con le sue idee femministe di un tempo: 
(«Sovetskaya žhenščina» [La donna sovietica], 5, settembre-ottobre 1946, pp. 3-4)

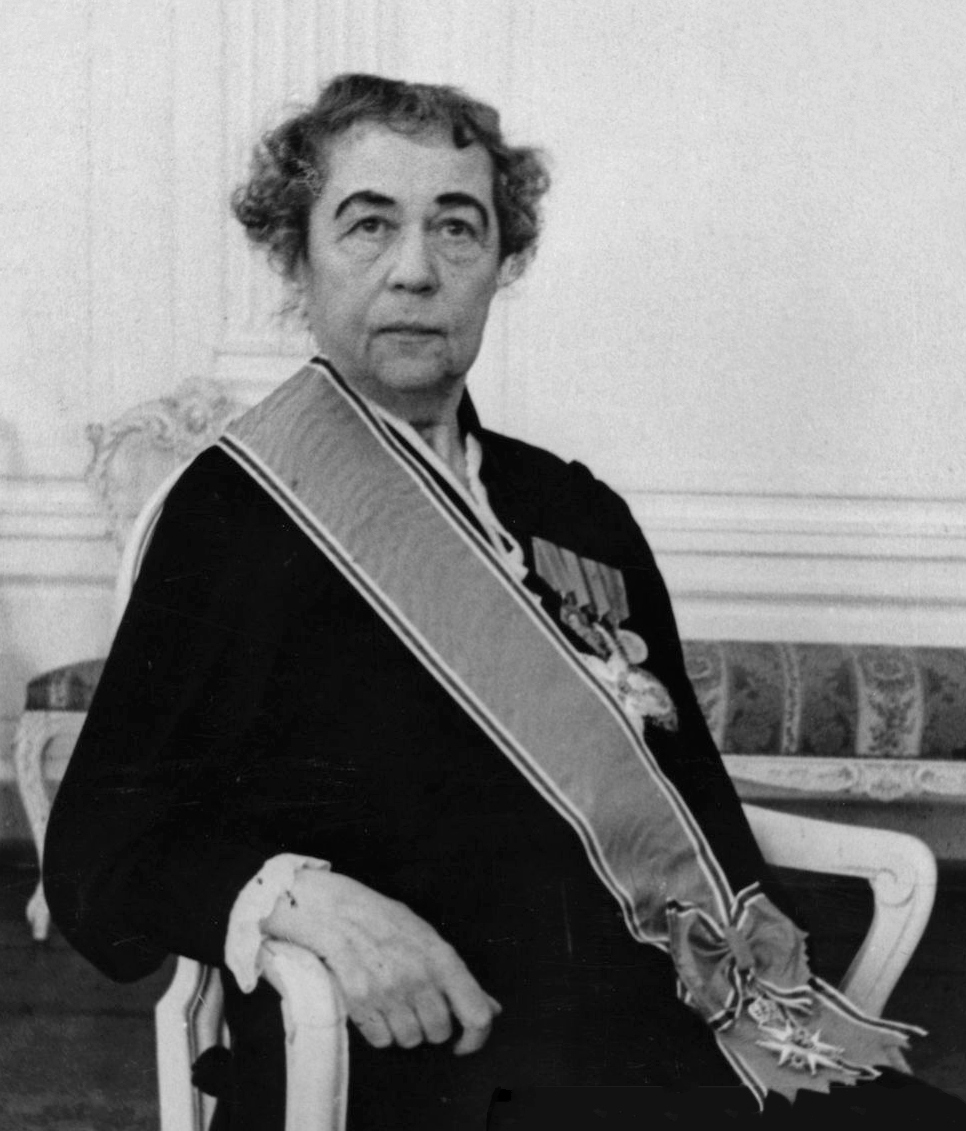
La Kollontaj appena insignita dell'Ordine reale di Sant'Olav all'ambasciata norvegese a Mosca

Il punto più basso nelle sue manifestazioni di acquiescenza nei confronti dello stalinismo era stato però toccato con un articolo, l'unico di questo genere, che ella si era indotta a rimaneggiare nel 1937 (poco più di un mese dopo la fucilazione dei suoi ex compagni dell'Opposizione Operaia), in occasione del ventesimo anniversario della Rivoluzione: la pubblicazione di tale pezzo, secondo la Clements, "la salvò" probabilmente dal patibolo e dalla prigionia. Già dieci anni prima ella aveva raccontato, nella prima versione dell'articolo, la seduta del Comitato Centrale bolscevico che aveva preso la decisione di abbattere con la forza il governo provvisorio: la descrizione era misurata, dava conto delle varie posizioni che erano emerse (Zinov'ev e Kamenev, in particolare, avevano votato contro), dava il senso della tensione del momento cruciale, in un quadro però di complessiva fraternità e comunione di ideali. Stalin non vi era menzionato, conformemente all'effettiva insignificanza della parte da lui giocata nell'occasione. Ora, dieci anni dopo, la Kollontaj si lasciava andare a una descrizione caricaturale e falsificatoria degli avvenimenti, in cui la terna Zinov'ev, Kamenev e Trockij veniva dipinta a tinte grottescamente fosche, con profluvio di termini spregiativi, mentre Stalin faceva la sua comparsa in un ruolo centrale, a sostegno di Lenin. I primi due - nel frattempo fucilati sui patiboli staliniani - erano ora rappresentati in questi termini: «I due loschi figuri, nemici malefici e traditori del partito, stavano seduti separati da noi, sul divano, non al tavolo. Sedevano l'uno accanto all'altro e parlottavano piano tra loro. Zinov'ev e Kamenev si espressero apertamente contro Lenin, contro il Comitato Centrale, con obiezioni sordidamente vili e con argomenti criminali e disgregatóri.» Per parte sua, Trockij - ormai al sicuro in Messico - veniva dipinto come la sentina di ogni tradimento: il suo appoggio a Lenin era simulato e ingannatore, il suo atteggiamento era malignamente adulatorio, il suo comportamento in generale "la diceva lunga" sulla natura di questo "iuduška" (ipocrita dissimulatore), di questo "futuro agente della Gestapo". Fortunatamente la saggezza di Lenin e del suo grande discepolo Stalin aveva alla fine avuto la meglio.
A dispetto dell'estrema cautela sempre dimostrata nei confronti del regime, la Kollontaj osò però una cosa da cui la gran parte delle altre personalità sovietiche dell'epoca si astenne sempre con estrema cura: tenere un diario. I diari erano il materiale più ricercato dalla polizia politica ed era quindi inconcepibile tenerne uno, specie se veritiero. Eppure la Kollontaj volle farlo e, anche se non è sempre chiaro che cosa sia eventualmente frutto di successive modifiche e cautelari aggiunte, in qualche caso «arrivò perigliosamente ai confini di ciò che era lecito esprimere in epoca staliniana, e si spinse anche oltre.» Così, nel luglio del 1930, quando un amico (di cui, come di consueto, tace il nome) le raccontò delle indicibili vessazioni cui erano sottoposti i kulaki, veri e presunti, vittime della "collettivizzazione forzata", la Kollontaj confidò al suo diario: «Non sono riuscita a dormire, dopo che se n'è andato: madri e bambini congelati mi si paravano d'innanzi [...] nessuno ha il diritto di affamare la gente o di accrescere senza necessità le sue sofferenze. Quanti bambini sono morti e a che scopo? Una cosa fatta male, stupida, una mancanza di vera umanità comunista. Mi faceva male il cuore.» Negli anni successivi non mancò ripetutamente di esprimere, in maniera chiara, la sua ripulsa per le esecuzioni dilaganti di prigionieri politici: ella definiva «colpevoli innocenti» i giustiziati, e suo «eterno tormento» le esecuzioni. Secondo Beatrice Farnsworth, fu a partire da gennaio 1936 che
(Beatrice Farnsworth, Conversing with Stalin, Surviving the Terror: The Diaries of Aleksandra Kollontai and the Internal Life of Politics, «Slavic Review», Vol. 69, n. 4 (inverno 2010), p. 961)

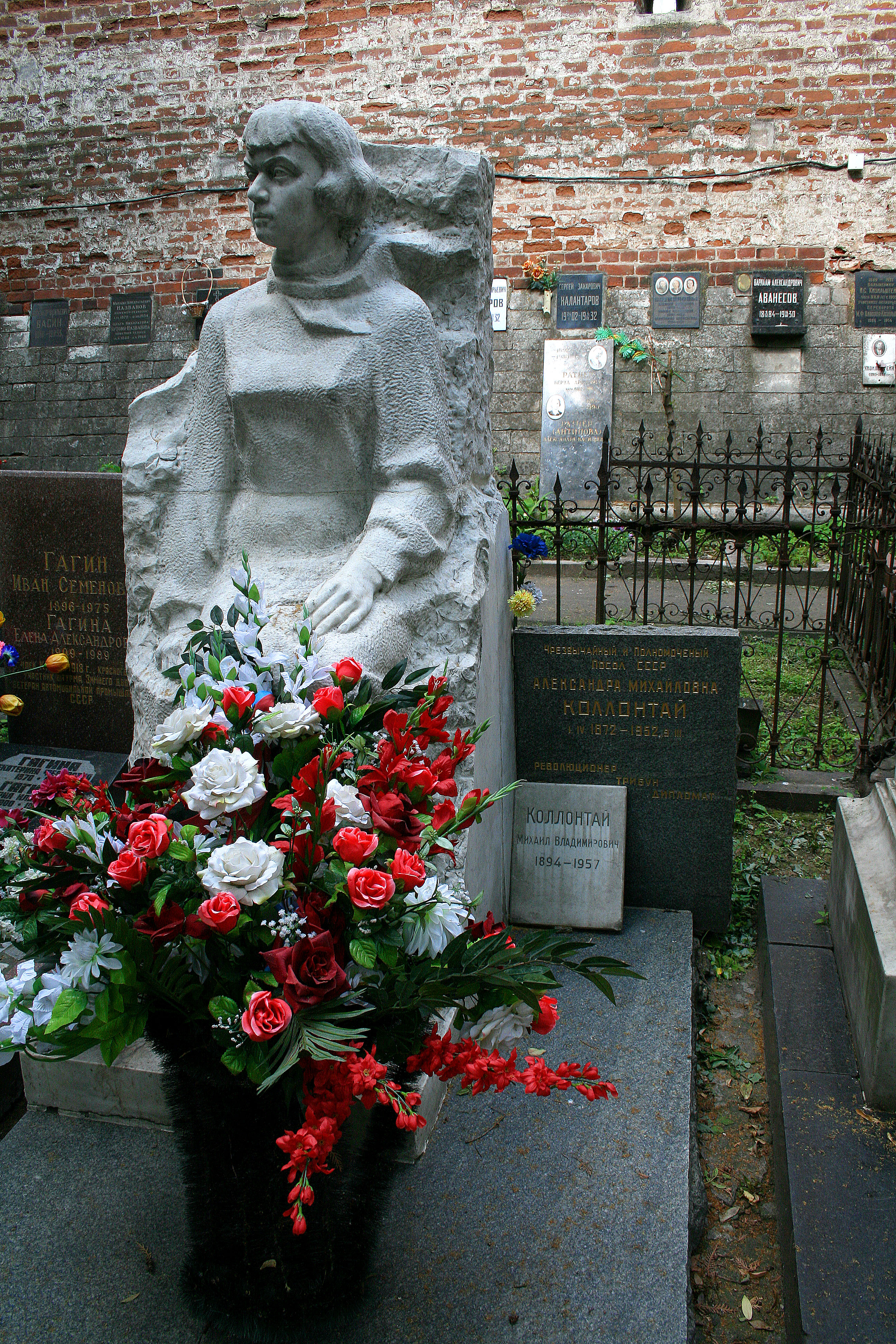
La tomba di Aleksandra Kollontaj al cimitero di Novodevičij

Il riferimento, sempre ripetuto alla «ruota della storia» era espressione del fanatico determinismo marxistico della Kollontaj: l'Unione Sovietica stava correndo avanti nella direzione della storia, gli anni che trascorrevano uno dopo l'altro, rappresentavano altrettanti passi verso il futuro, una nuova gioventù stava crescendo; e questo dava una ragione oggettiva a tutto, anche alla negazione radicale, anzi al capovolgimento, degli antichi ideali. Eppure il dolore, seppur mitigato da questo consolatorio e allucinato senso della storia, era sempre presente ed era accompagnato dal rimpianto per l'umanesimo comunista perduto e dalla "nostalgia" per i bei tempi andati di prima della rivoluzione, quando ancora si poteva vivere in pace con la propria coscienza e pieni di speranze.
La Kollontaj riuscì comunque a sopravvivere in qualche modo al terrore staliniano, caso davvero eccezionale tra i dirigenti bolscevichi del 1917. Morì a Mosca nel 1952 e fu seppellita nel cimitero di Novodevičij. Ella è stata talora criticata e anche additata al disprezzo per non aver levato pubblicamente la sua voce durante le purghe, quando, tra innumerevoli altri, il suo ex marito, il suo amore di un tempo e tanti suoi amici venivano mandati ignominiosamente a morte: eppure - si è detto - lei all'epoca «si trovava al sicuro nella sua suntuosa residenza di Stoccolma». Sarà tuttavia il caso di notare che, anche così, la Kollontaj non godeva affatto di piena libertà di agire e che, forse non casualmente, sia l'unico figlio, sia il nipote musicista (che lei aveva molto aiutato ad inizio carriera), riuscirono a passare indenni, al suo fianco, attraverso le persecuzioni di un regime che lei, comunque, aveva contribuito a creare.
Non solo, ma, come si è già visto dai suoi diari, appare assai azzardato sostenere che la Kollontaj se ne stesse poi così tranquilla e sicura all'epoca dello stalinismo. Jenny Morrison riassume efficacemente dicendo che «passò gli ultimi vent'anni di vita in costante paura di essere uccisa o imprigionata». Secondo Barbara Allen, inoltre, la Kollontaj, e anche Šljapnikov e gli altri esponenti principali dell'Opposizione operaia, non accettarono mai di tradire i loro compagni più stretti durante il terrore. Anzi, la «Kollontaj cercò per quanto poté di aiutare i suoi amici, facendo appello a Molotov e ad altri, ma con sempre più scarsi risultati». Ancora nel 1952, nel mese stesso della sua morte, le fu inviata, da parte del ministero degli esteri, un'intimazione a smetterla una buona volta di importunare il Comitato Centrale con i suoi appelli per la liberazione di questo o di quell'amico.
Nel 1927 aveva scritto un romanzo, Un grande amore, nel quale si è creduto di vedere la storia della relazione tra Lenin e Inessa Armand. Nel 1925, come altri bolscevichi, aveva compilato ella stessa, riprendendo un opuscolo già pubblicato nel 1921, la voce a lei dedicata nel Dizionario Enciclopedico Granat, un'iniziativa editoriale russa iniziata nel 1910 e poi proseguita fino al 1948. Nel testo sosteneva che le donne erano entrate, con la rivoluzione del 1917, nell'epoca della loro definitiva liberazione, sia dallo sfruttamento capitalistico che dalla condizione di sfruttamento e inferiorità in quanto donne.

## Onorificenze

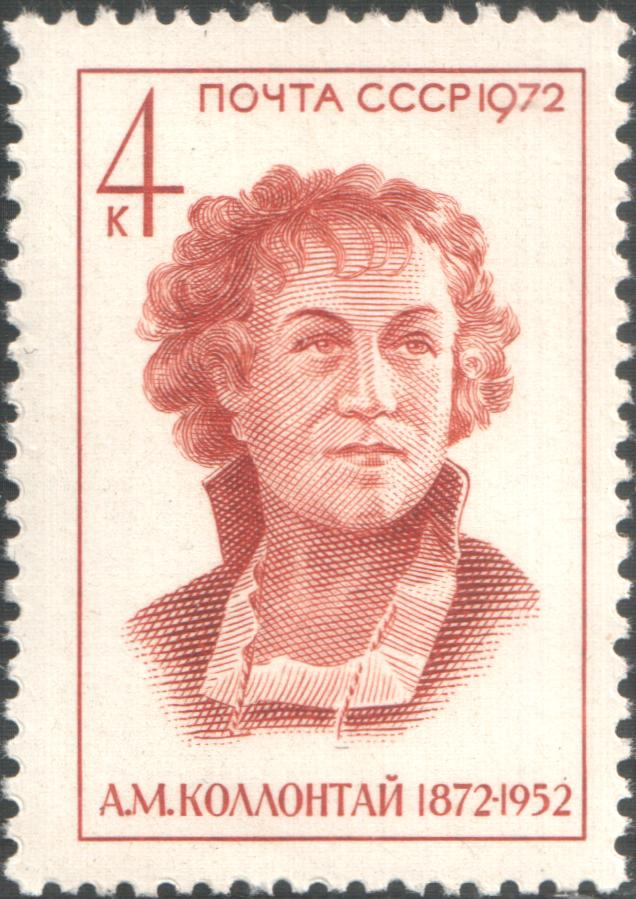
Francobollo commemorativo sovietico del 1972

## Memoria
Ad Aleksandra Kollontaj è dedicato un asteroide scoperto nel 1966 dall'astronoma Ljudmila Černych. Le è intitolato un villaggio della provincia di Kaluga e strade a San Pietroburgo, Novošachtinsk, Dnepropetrovsk, Nikolaev e Char'kov.
Il nome della Kollontaj rimane comunque vivo nell'immaginario della sinistra alternativa: a lei, ad esempio, le operaie e gli operai della fabbrica autogestita RiMaflow di Trezzano sul Naviglio, su proposta di un comitato interno a lei intitolato e formato da esponenti femministe e LGBT*IQ+, hanno dedicato la Vodka Antisessista Kollontai. Con i proventi della vendita della vodka vengono finanziati progetti mutualistici per donne e soggettività LGBTIQ.

## Opere

### Scritti
- Le basi dell'educazione secondo Dobroljubov, 1898
- La situazione della classe operaia in Finlandia, 1903
- La lotta di classe, 1906
- Primo calendario operaio, 1906
- La Finlandia e il socialismo, 1907
- Le basi sociali della questione femminile, 1909
- Società e maternità, 1913
- A chi è necessaria la guerra?, 1915
- La classe operaia e la nuova morale, 1918
- L'Opposizione operaia, 1921
- Un grande amore, 1929

### Discorsi
- (FR)  Le mouvement féministe et le rôle de la femme travailleuse dans la lutte de classe, VIII Conférence à l'Université Sverdlov sur la libération des femmes, 1921 (accessibile online presso Marxists.org; la traduzione in italiano della prima parte della conferenza è reperibile presso Resistenze.org)

### Edizioni italiane
- Autobiografia di una comunista sessualmente emancipata, Palazzi, Milano 1973.
- Autobiografia (a cura di Iring Fetscher, prefazione di Virginia Viani), Feltrinelli, Milano 1975.
- Comunismo, famiglia, morale sessuale, Samonà e Savelli, Roma 1976.
- Vassilissa (romanzo), Samonà e Savelli, Roma 1978.
- Vivere la rivoluzione. Il manifesto femminista che la Rivoluzione di Ottobre non seppe attuare, Garzanti, Milano 1979.
- Largo all'Eros alato!, Il Nuovo Melangolo, Genova 2008.